# Maria Sąsiadek
Maria Małgorzata Sąsiadek – polska lekarka i naukowczyni, specjalistka genetyki klinicznej i diagnostyki laboratoryjnej, profesor nauk medycznych, kierowniczka Katedry i Zakładu Genetyki Uniwersytetu Medycznego we Wrocławiu, w latach 2014−2019 konsultantka krajowa w dziedzinie genetyki klinicznej.  

## Praca zawodowa

### Działalność naukowa
Kariera zawodowa prof. Marii Sąsiadek jest związana z Akademią Medyczną, a obecnie Uniwersytetem Medycznym we Wrocławiu. Należy ona do absolwentów Wydziału Lekarskiego tejże uczelni, na której – po ukończeniu studiów w 1978 – podjęła pracę. Od 2001 (czyli od czasu utworzenia) piastuje stanowisko kierownika Katedry i Zakładu Genetyki. 
Prace badawcze naukowczyni dotyczą zagadnień związanych z mutagenezą, genetycznymi podstawami rozwoju nowotworów, genetyką schorzeń psychiatrycznych oraz genetyką kliniczną. Wyniki prowadzonych przez nią badań publikowano w pismach o zasięgu międzynarodowym. Jest też autorką prac kazuistycznych i poglądowych oraz rozdziałów w podręcznikach używanych nie tylko w Polsce. Przez lata uczestniczyła w kursach doszkalających oraz stażach naukowych na zagranicznych uczelniach. Jako prelegentka nadal bierze udział w krajowych i zagranicznych kongresach medycznych. Prowadziła wykłady nt. genetyki klinicznej na uniwersytecie w Tybindze. 
W latach 2005–2008 była ekspertką ds. genetyki w programie Unii Europejskiej pt. Public Health Genomics.
Zasiada w Radzie Naukowej Instytutu Genetyki Polskiej Akademii Nauk w Poznaniu (od 2018), a od 2019 przewodniczy temu gremium. Jest członkiem Krajowej Rady ds. Onkologii oraz Zespołu Stałego Narodowego Centrum Nauki. 
W latach 2014–2019 pełniła funkcję konsultantki krajowej w dziedzinie genetyki klinicznej. Została odwołana przed upływem kadencji. 

### Działalność dydaktyczna
Pod jej kierunkiem w Katedrze i Zakładzie Genetyki wrocławskiego UM opracowano nowatorski program nauczania obejmujący holistyczne zagadnienia z genetyki klinicznej i onkologicznej oraz diagnostyki genetycznej. Od 2013 r. prowadzi ona cykl autorskich wykładów dla studentów, które są poświęcone genetycznym podstawom personalizacji postępowania medycznego w onkologii. Jest współautorką i współredaktorką skryptu dla studentów „Onkogenetyka – teoria i praktyka kliniczna”.            
Aktywnie uczestniczyła we wprowadzaniu polskich uczelni do europejskiego systemu szkół wyższych. Pełniła funkcję koordynatora uczelnianego programów Tempus i Erasmus w AM we Wrocławiu oraz była promotorem krajowym programu Erasmus/Sokrates.          

### Działalność organizacyjna
Za najważniejsze osiągnięcie organizacyjne prof. Marii Sąsiadek uznaje się autorstwo i organizację w Polsce systemu opieki genetycznej, tj. sieci poradni i laboratoriów genetycznych działających przy referencyjnych centrach onkologicznych. Dzięki temu w Polsce, podobnie jak w krajach rozwiniętych, możliwe jest indywidualizowane leczenie onkologiczne, na podstawie wyników badań genetycznych.  
Równie istotne są jej działania mające wprowadzić w Polsce uregulowania prawne w obszarze genetyki, diagnostyki i poradnictwa genetycznego. Chodzi o pracę w zespole Departamentu Nauki Ministerstwa Zdrowia nad Ustawą o Testach Genetycznych Wykonywanych u Człowieka, która po wejściu w życie, będzie prymarnym dokumentem regulującym działalność w obszarze badań genetycznych dla potrzeb medycznych i niemedycznych. Ponadto o podejmowanie zabiegów na rzecz właściwego finansowania świadczeń zdrowotnych w diagnostyce i poradnictwie, co zapewni polskim pacjentom dostęp do nowoczesnych metod diagnostyki genetycznej. 
Dotyczy to całogenomowego badania aCGH, pozwalającego na identyfikację niezrównoważeń (addycji/delecji) genomu (te zmiany stanowią główną przyczynę zespołów wad wrodzonych i niepełnosprawności intelektualnej ludzi), a także badania całogenomowego DNA, metodą sekwencjonowania nowej generacji (NGS). 
Wymienione metody są podstawą współczesnej diagnostyki genetycznej chorób neurologicznych, niepełnosprawności intelektualnej i zespołów wad wrodzonych, chorób rzadkich i ultra-rzadkich oraz dziedzicznych predyspozycji do nowotworów w całej Unii Europejskiej. Klasyczne metody diagnostyczne (kliniczne, biochemiczne i obrazowe) umożliwiają postawienie rozpoznania u około 17 proc. pacjentów, a nowoczesne metody biologii molekularnej w około 50–80 proc. przypadków. Ich wprowadzenie znacznie obniży koszty diagnostyki i nieskutecznego leczenia, ma też znaczenie społeczne (zmniejszy stres pacjentów) oraz zdrowotne (dla coraz większej liczby chorób monogenowych są opracowywane metody celowanego leczenia). 

### Pełnione funkcje
- kierowniczka Katedry i Zakładu Genetyki Uniwersytetu Medycznego we Wrocławiu (2001– )

- konsultantka krajowa w dziedzinie genetyki klinicznej (2014–2019),

- przewodnicząca Rady Naukowej Instytutu Genetyki Człowieka PAN w Poznaniu (2019[7]– ),

- wiceprezeska Polskiego Towarzystwa Genetycznego (2014[8]– )

- członkini Krajowej Rady ds. Onkologii (2015– )

- członkini Zespołu do wypracowania rozwiązań w zakresie chorób rzadkich oraz opracowania projektu Narodowego Planu dla Chorób Rzadkich (2018–)

- członkini Zespołu ds. Opracowania polskich standardów diagnozy FASD (2018–)[6].

## Nagrody
Za całokształt działalności naukowej, dydaktycznej i organizacyjnej prof. Maria Sąsiadek otrzymała w 2019 Nagrodę Ministra Zdrowia.
W 2018 znalazła się na Liście Stu najbardziej wpływowych osób w polskiej medycynie, opracowywanej przez ogólnopolski dziennik „Puls Biznesu”; zajęła tam 36. miejsce.